# Златарич, Динко
Динко (Доминко) Златарич (хорв. Dinko Zlatarić, 1558, Дубровник — 1609 , Дубровник, Дубровницкая республика) — хорватский писатель, поэт и переводчик, представитель дубровницкого петраркизма.

## Биография
Происходил из рода патрициев Златаричи. Родился в семье Жимуна (Симона) Златарича. Получил домашнее образование. С детства у него был талант к поэзии. Позже переехав в Падую, учился в гимназии, а затем в университете, где изучал медицину. Златарич занимался также греческим, итальянским и латинским языками, интересовался и итальянской литературой.
В 1579 году профинансировал публикацию итальянских стихов своего друга Чезаре Симонетти. В том же году Златарича избирали ректором университета. За поддержание мира и порядка в университете он был награждён властями Венецианской республики титулом «Золотой витязь».
Однако, вскоре после этого он вернулся на родину, где в 1587 году женится на представительнице влиятельного рода Гомовичей.
В отличие от других представителей патрцианских родов Златарич не участвовал в политической жизни Дубровницкой республики, больше занимаясь литературным творчеством и переводами.

## Поэзия
Д. Златарич был последователем Франческо Петрарки. Писал на иллирийском дубровницком и итальянском языках. Его стихи наполнены любовной лирикой и созданы под влиянием первых дубровницких петраркистов, итальянских последователей Ф. Петрарки, в стиле дворянского петраркизма.
Сборник поэзии «Pjesni u smrt razlicijeh» состоит из 137 лирических стихотворений, из которых 107 исключительно любовного содержания. Оригинальные стихи поэта появились в издательстве Альдо в 1598. Сборник был издал после смерти поэта его родственниками. Форма стихов является традиционной, а наибольшее внимание привлекают стихоложения, с различным количеством стилистических особенностей. Богатство его стихов, их мастерство и звуковое многообразие ставят поэта в один ряд с лучшими лириками дубровницкого ренессанса.
Кроме того, Д. Златаричу принадлежит наибольшее количество эпитафий. В 1597 году, когда умела его сестра, которой он посвятил стихотворение «U smrt Kate svoje sestre».
Кроме эпитафий, писал также и религиозную лирику, прославляя Бога и вечность жизни. Это стихи душевно-религиозного содержания «Duši svojoj» и «Prislavnoj djevici Mariji».

## Переводы
Вернувшись на родину, Златарич перевел с оригинала «Электру» Софокла, «Любовь Пирама и Пирам и Фисба» Овидия, посвятив эту работу дубровницкой красавице Цвиети (Флори) Зузорич-Пешони, в честь которой Торквато Тассо писал сонеты и мадригалы.
Переводы Златарича, включают перевод Пасторальная драмы «Аминты» Тассо под названием «Любомир», сделанный в первом варианте ещё с рукописи знаменитой пасторали (Падуя, 1580 год), были изданы известной типографией Альдо (Венеция) в 1598 году.
В общем ему принадлежат 26 переводов известных греческих и итальянских поэтов.